# Carin Nilsson
Carin Maria Nilsson (gift Lommerin), född 10 december 1904 i Stockholm, död 20 december 1999 i Branchville, New Jersey, USA, var en svensk simmare. Hon tävlade i flera internationella mästerskap och blev olympisk bronsmedaljör vid Antwerpen 1920.

## Biografi
Carin Nilsson föddes i Stockholm. Senare i livet gick hon med i idrottsklubben "Stockholms KK". Hon tävlade främst i frisim.
1920 deltog hon vid Sommar-OS i Antwerpen, där hon tog bronsmedalj i lagkapp 4 x 100 meter frisim (med Aina Berg, Nilsson som andre simmare, Emy Machnow och Jane Gylling). Hon tävlade även på distansen 100 m frisim och 300 m frisim med blev utslagen i uttagningsheaten.
1922 deltog hon i simtävlingarna vid Damspelen i Monte Carlo (med Aina Berg, Margit Bratt, Eva Ollivier och Hjördis Töpel) där hon vann guldmedalj i stafett 4 x 200 meter (med Bratt, Töpel, Nilsson som tredje simmare och Berg) och 400 meter frisim samt silvermedalj i 100 meter frisim (efter Berg).
1923 deltog hon i Sveriges idrottsspel i Göteborg,  under simtävlingarna i juli slutade hon på en 4.e plats i 100 meter frisim (efter Töpel, Berg och danska Karen Maud Rasmusen).
Nilsson var även svensk mästare på 50 meter.
Senare drog hon sig tillbaka från tävlingslivet och flyttade till USA. Nilsson avled 1999.